# Mariner (grau)

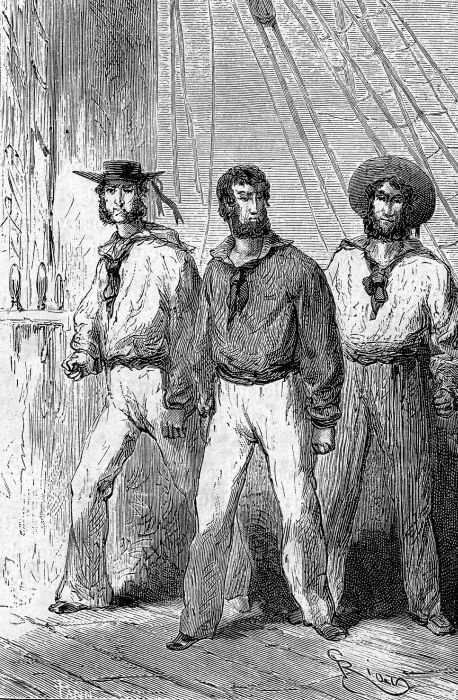
Mariners del representats en un gravat.

El mariner és un grau militar utilitzat en moltes marines d'arreu del món. Es considera un rang d'allistat júnior i, segons la marina, pot ser un sol rang per si sol o un nom compartit per diversos rangs similars. Generalment correspon a un dels nivells inferiors pel que fa a l’autoritat. Normalment no pot donar ordres, llevat (de forma delegada) als graus inferiors que inclou els grumets o similars. Pot rebre ordres dels oficials o suboficials de plantilla o en funcions.
A la Commonwealth, és el rang més baix de la marina, mentre que als Estats Units, es refereix als tres rangs més baixos de la marina i la guàrdia costanera dels EUA. L'equivalent del mariner és el matelot als països de parla francesa, i matrose als països de parla alemanya.

## Tripulació
La tripulació, com a estructura jeràrquica que és, té perfectament definides les funcions de tot el personal de bord. D'estar conformades per gent marginal o aventurers, han passat a ser professions exigents en les quals no és possible entrar sense titulació, sia per un títol de Formació Professional, sia per alguna de les diplomatures o llicenciatures adequades.
La denominació dels càrrecs de la tripulació varia d'un país a un altre. El  reglament de treball a bord en naus de la marina mercant nacional  de Xile, per exemple, estableix la distinció entre oficials de coberta, oficials de màquines i oficials de servei general, a més del capità i la resta de tripulació, que deixa a part. A Espanya, es parla de capità, oficials, mestratge i subalterns i s'acull al  IV Conveni General de la Marina Mercant de 1982  publicat al BOE de 24 de juny de 1982.

## Temps antics
En els Actes dels apòstols es pot llegir el naufragi de Sant Pau, que viatjava en una nau mercant romana carregada de blat.
El viatge va començar malament. La nau va salpar de Laloí Limenes -Bells Ports- (prop de Lasea) en una època perillosa (passat el “dejuni”, dia de l'Expiació jueva o Yom Kippur, entre setembre i octubre) contra el consell de Pau, ja que el centurió que manava va fer més cas del pilot i del patró. Aviat els sorprengué una ventada, d'un vent anomenat euroaquiló. Varen hissar el bot que duien a remolc amb prou feines i cintraren la nau amb cables...Al cap de catorze nits d'anar a la deriva encallaren la nau en un sorral i amb moltes dificultats arribaren a la platja. Era l'illa de Malta.
Al cap de tres mesos va salpar en una nau alexandrina, encomanada als Dióscors (o Dioscurs, Càstor i Pol·lux) cap a Siracusa.
Des del punt de vista d’aquest article, els mariners de la nau són esmentats unes quantes vegades indicant algunes actuacions i comportament.

## Funcions documentades
Des dels orígens de la navegació hi ha hagut mariners en les tripulacions dels vaixells. Les seves funcions es coneixen indirectament en cada època històrica. La seva classificació, en la part més baixa de l'escalafó, no convida a l'esment de les seves funcions ni a la descripció detallada de les seves obligacions i responsabilitats. Les excepcions a l’anterior afirmació cal trobar-les en els tractats legals relacionats amb el tema.

### Llibre del Consolat de Mar
Hi ha molts capítols de l’obra que parlen de les obligacions dels mariners. A vegades de forma positiva (per exemple: han d’ajudar en les operacions de càrrega i descàrrega). I, més sovint, especificant coses que no poden fer (per exemple dormir fora de la nau sense permís). També són importants els aspectes que protegeixen la seva vida professional (cobrament de salaris dels mariners; drets de pagament en cas de mort) i les sancions i càstigs quan les normes no es compleixen.
Un dels aspectes interessants és el del contracte i les seves clàusules (especificat en l’anomenada “taula d’acordar”). I la possibilitat, més aviat limitada, de rescindir-lo per qualsevulla de les parts.

### Ordinacions sobre lo fet de la mar

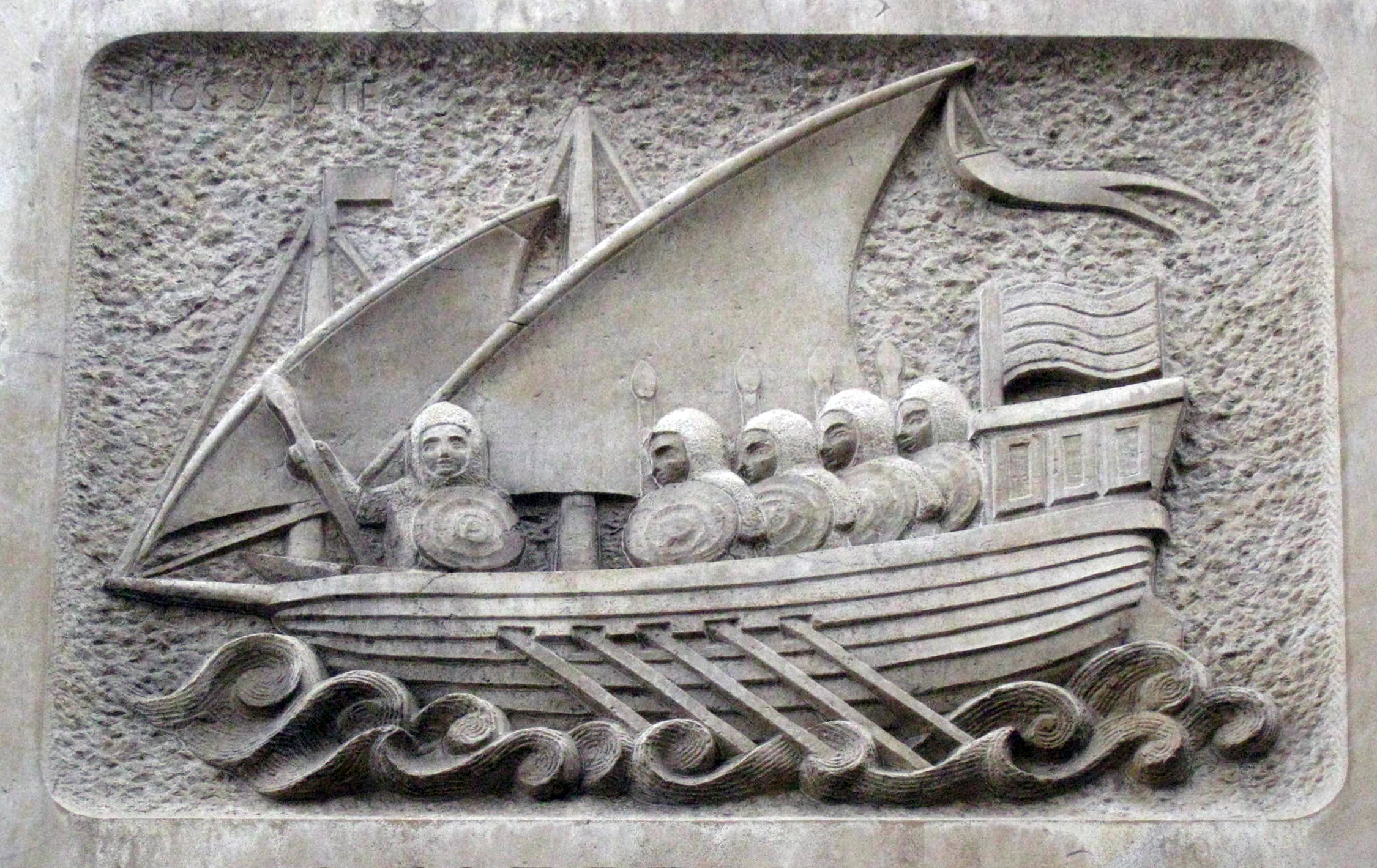
Roger de Llúria, de Joaquim Ros i Sabaté, al carrer homònim que té dedicat a Barcelona

En el regnat de Pere el Cerimoniós foren aprovades un conjunt de normes destinades a regular el funcionament de diverses actuacions marítimes de caràcter militar. Tant per a estols de galeres oficials, com per a  vaixells destinats al  cors.
En època posterior, aquestes lleis foren publicades per  Antoni de Capmany, en ordre cronològic.
- Les ordinacions esmentades poden consultar-se en diversos llibres digitalitzats.[13][14]
- Un resum i interpretació del mateix Capmany pot llegir-se a l'obra de referència.[15]

### Benedetto Cotrugli

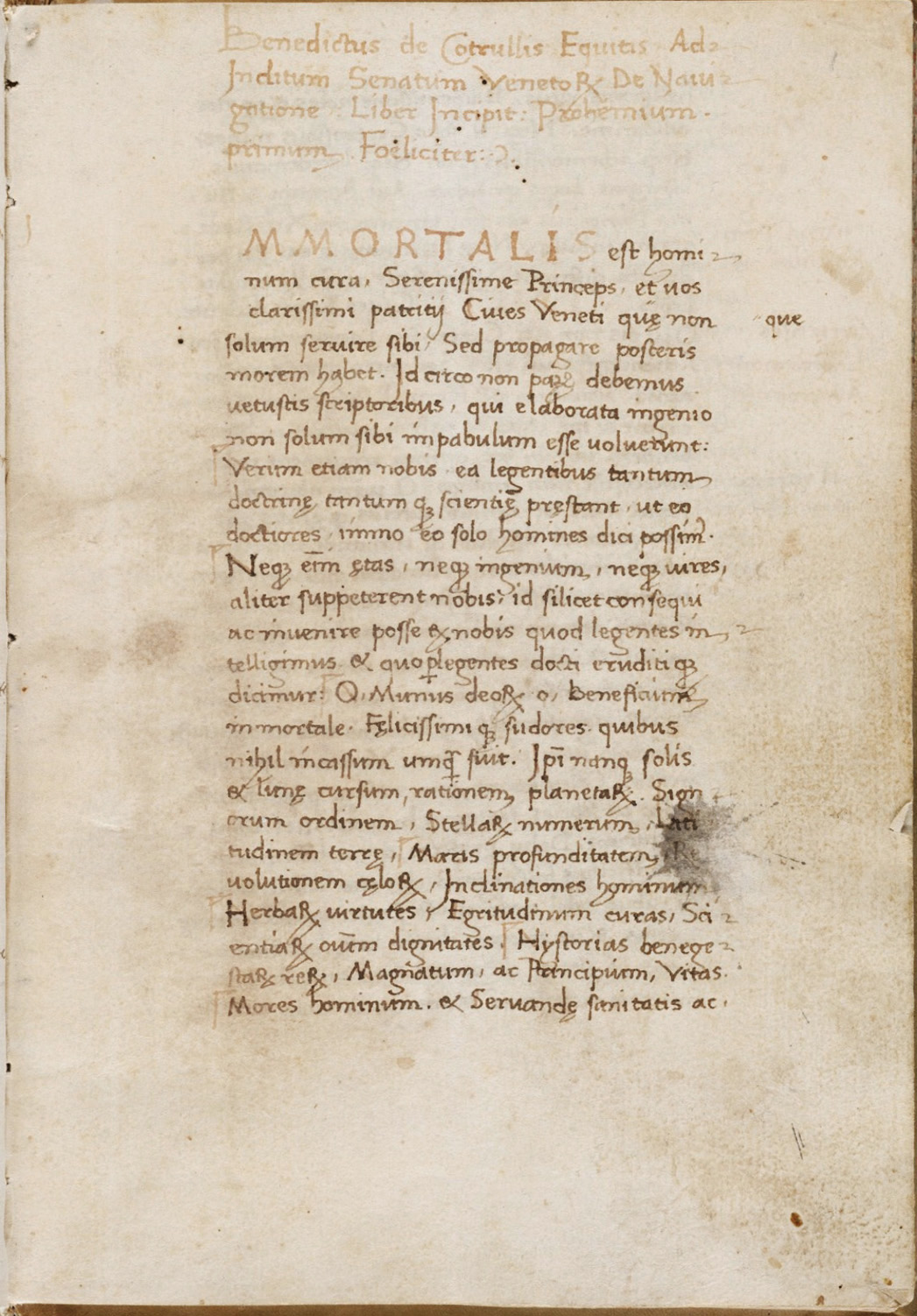
'De Navigatione Liber' 1464.

Benedetto Cotrugli fou autor d'un llibre de navegació (“De navigatione”; Nàpols 1464) que no es va arribar a publicar, però que es conserva en forma de manuscrit. Es tracta d'una obra que pot consultar-se en una transcripció digitalitzada a cura de Piero Falchetta . També el manuscrit original pot llegir-se de franc (Manuscrit Beinecke MS 557, Yale University Library, Beinecke Rare Book and Manuscript Library).
Es tracta d'una obra molt important que cal situar amb altres de la seva època, especialment amb les de Michele de Rodes i Zorzi Trombetta de Modon. No pot comparar-se amb obres catalanes anteriors perdudes (Ramon Llull, Ars Navigandi; Llibre sobre les naus; Llibre sobre la carta de navegar).
Els continguts del tractat són diversos i variats. Sobre els mariners diu el següent:
| «                                                           | Marinari sondo homini li quali hanno ad governare questa nostra navigatione et sondo dicti marinari da lo mare – in latino nautae a navigando. Quisti degiono sapire la cartha da navigare, bossola et la ragion de li venti et lo arbitrio et infine tucta la presente nostra arte; li dicti marinari vogliono essere creati nel misteri da piccioli, et prima sondo tabachi ad modo de Gienoisi, o vero fedrini ad modo de Catalogna,o vero fanti ad modo Venditiano, et quisti ando de scopare la coperta, servire ad marinari et a mercanti et a vivati; poi come sondo de più etate, de XVIII in XX anni se chiamano fanti. Et loro officio è vogare la barcha, et aprire la mecana, et andare per le sarthie, et agotare la sentina, cacciare l’anchora, et simili exercitii. Poi quando lo fante deventa dextro et impara la cartha, et sa ben governare lu timone et fare quello che deve fare uno bono marinaro, con quisto ordine: el fando vestir bene, et fandoli una corona de iuncho in capo et lo mectono infra dui marinari, et lo nauchieri li fa certe adomande de casi che possono occorrere, ut puta: se la nave fosse infra dui isole, lu una fosse per austro, l’altra per tramontana, et vui sete per scapular lo capo, et lu vento salta a salocho e levante etc., che farresti? et de simili casi, et de la charta como si trova lo puntu, quante meglia semo in mare etc. Allora lo novello responde, poi li dona nauchieri lo sacramento et giura de fare lu suo officio glialmente, et esser obechiente allo naucchiero, et stare actento allo suo fischio et sempre li respondere. Poi se fa cantare la missa, et ogni uno li offerta allo novello chi uno fiorino, chi uno gioppone, chi una cosa, chi una altra. Sempre lu marinaro deve dormire in coperta vestuto et saltare quando se phiscia, et coscì conducie stentando la sua vita et mai non hane hora di bene, che securamente chui voliti biastimare diciti sia marinaro. | » |
| — Benedetto Cotrugli. “De Navigatione”. Sobre els mariners. | |   |

De la lectura del text anterior cal destacar l'esment dels “fadrins” al costat dels mariners pròpiament dits en les tripulacions de l’època. Fadrins s’anomenaven els grumets o aprenents, encarregats de les feines més feixugues. (Roger de Flor fou fadrí i mariner aprovat) Però Cotrugli diu que aquests estudiants de mariner aprenien els secrets de la navegació: navegar amb brúixola i carta, i les maniobres del vaixell. I s’havien d’examinar abans d’obtenir la graduació. Això sembla implicar que un mariner no podia ser un simple mosso analfabet incapaç de navegar sense instruccions d’un superior.
Dos bons mariners havien de saber explicar el funcionament de l'Atles català.

### El "llibre dels mariners"
Hi ha un relat en vers que recorda la vida penosa dels mariners de forma satírica. A la mar passen gana i set. En arribar a terra només pensen en viandes i bagasses.
| «                                | Van lo segle sercant, e ab greus tranuytades e ab males jornades, dessà deylà, demunt devayll Mal beure e nul menjar, mala barena, mal sopar e al vinagra forsor; pa bescuyt a tenor; e faves ab aylada, e ciurons ab carnsalada, e sardines, son par. Males viandes an. Si bé s'an gran afayn, mas diré-us lur confort: con stan en port, sia vila o ciutat o algun loch poblat, fanse en terra posar, e aprés van parlar éls, on poran anar que púxan atrobar bela casa regada, e bo vi de canada, e fembres avinents que fassen arguments . | » |
| — Libre dels mariners. Fragment. | |   |

## En la cultura popular
La figura del mariner ha etsat present en gran part de la història de la literatura universal. Ja a les Històries d'Heròdot s'expliquen les vivències i captures d'un corsari a la ruta de Síria a Egipte. Al cant IX de l'Odissea d'Homer també apareixen els saquejos al voltant dels mariners. Apol·loni de Rodas al segle iii aC compon Les Argonàtiques, un poema èpic sobre les aventures d'una antiga saga.
El personatge, sovint romantitzat, del mariner, apareix en desenes d'obres literàries com Moby Dick de Herman Melville (1851), Vint mil llegües de viatge submarí de Jules Verne (1869), L'illa del tresor de Robert Louis Stevenson (1883) o Capitans intrèpids de Rudyard Kipling (1897), entre moltes d'altres.